# Драма в таборе подмосковных цыган
«Драма в таборе подмосковных цыган» (или «Драма под Москвою»; 1909) — немой короткометражный фильм Владимира Сиверсена, первый художественный фильм производства ателье Ханжонкова, выпущенный в прокат.
Вышел на экраны 2 января 1909 года (20 декабря 1908 года по старому стилю). Сохранился не полностью (без титров).

## Сюжет
Журнал «Сине-фоно» (№ 3, 1908), так описывал сюжет фильма:
Под Москвой, близ Кунцевского парка, расположился цыганский табор. Цыганка Аза имеет двух поклонников. Одному из них, Алеко, удаётся повидаться с ней наедине, и он узнаёт, что она платит ему взаимностью. Возвращаясь со свидания, около табора Аза встречает другого поклонника, который требует решительного ответа на своё предложение. Оттолкнув его, Аза сообщает ему, что уже дала слово другому. Счастливый Алеко посылает сватов к родителям Азы, получает согласие, и в таборе начинается празднование свадьбы. В разгар веселья отвергнутый соперник, зная страсть Алеко к картёжной игре, подсылает своего товарища к тому с предложением сыграть в карты. Потом он присоединяется к играющим. Алеко поразительно не везёт; проиграв все деньги, он ставит последнее своё достояние — лошадь. Карты брошены — и лошадь переходит к сопернику. С горестью Алеко прощается со своим верным товарищем. Всё проиграл, остаётся у него одна радость — молодая жена. Но коварный соперник предлагает ему последнюю ставку — его молодую жену. Увлечение игрой и желание вернуть проигранное заставляют Алеко решиться поставить жену на карту. Напрасно молодая жена умоляет его отказаться от безумного поступка, поздно, карта замётана, и карта бита. С отчаянным криком бросается Алеко на землю. Табор всполошился и, узнав в чём дело, с негодованием изгоняет несчастного игрока. Такого позорного случая ещё ни разу не было в их таборе. Ночь спустилась на землю. После шумного дня табор заснул крепким сном. Осторожно крадётся Алеко к табору и ищет Азу. Он будит её и умоляет её пойти с ним и выслушать его. После долгих колебаний она соглашается. Выйдя из табора, Алеко умоляет свою жену бежать вместе с ним, он клянётся, что будет честно работать и что табор снова примет его, но Аза не может простить оскорбления: проигрыша её в карты — и не хочет покинуть нового мужа и своего родного табора. Но не смог Алеко согласиться с тем, чтобы жена его принадлежала другому. Выхватив из-за пояса кинжал, он вонзил его в сердце Азы, от чего она скончалась. Алеко бросился прочь; добежав до крутого берега Москвы-реки, он бросился со скалы, и первые лучи восходящего солнца осветили труп несчастного Алеко — жертвы азарта.

## Критика
Картина в драматической форме знакомит нас с жизнью и нравами подмосковных цыган. Действие картины происходит под Москвой, близ Кунцевского парка. Горячая непобедимая любовь, страсть к игре, ревность, доводящая до преступления, — вот те штрихи, которыми набросана яркая картина.

## Воспоминания
Мы решили поставить художественный сюжетный фильм. Внимание наше привлек цыганский табор, раскинувшийся под Москвой. Там было все, что надо: и молодая, пластичная в танцах цыганка, и красавец-цыган с демоническим лицом, толпа старых цыган и подрастающих цыганят, необыкновенно шумных и грязных. 
Сценарий (или сценариус), состряпанный наскоро, производил хорошее впечатление: была и любовь беззаветная, и страсть к азарту неудержимая (цыган проигрывал в карты свою молодую жену), и месть кровавая, и танцы, танцы без конца. 
Съёмки показали, что нас ждет неудача. Цыгане были терроризированы съёмочным аппаратом. Стоило Сиверсену завертеть ручку, как лица цыган «замораживались» от страха. Красавица-плясунья и её партнер с ужасом косились на аппарат. Какие уж тут могут быть танцы! Так или иначе съёмки были закончены. Табор тронулся в свой дальний путь, а мы с волнением и тайной надеждой приступили к лабораторным работам. 
Чудес не бывает. Картина была неудачной. И негатив и позитив пустили на «концы». Таким образом, мечта о выпуске в этом сезоне первой русской бытовой картины не осуществилась.